# Állatföldrajz
Az állatföldrajz (zoogeográfia, geozoológia) a biogeográfia résztudománya, az állatok földrajzi elterjedésével, egyes földrajzi területek (kontinensek, országok stb.) állatvilágával, faunájával foglalkozó zoológiai tudományág. A Föld különböző részein más és más állatfajok élnek, a legtöbb faj csak egy bizonyos területen képes megélni. Mindez az állatok ökológiai igényeivel hozhatók kapcsolatba, elsőként a tűrőképességgel (tolerancia). A tűrőképesség azt jelenti, hogy az adott faj egy bizonyos környezeti tényező (pl. fény, hőmérséklet, vízmennyiség) megváltozását milyen határok között (minimumpont és maximumpont) képes elviselni. Ezek alapján pl. egy magas hőmérsékletet kedvelő, szűk tűrésű trópusi lepkefaj nem képes elviselni a mérsékelt öv hideg teleit. Így a mérsékelt övbe eső földrajzi területeken ez a lepkefaj nem lesz megtalálható, ott nem fog elterjedni.

## Résztudományai
Az állatföldrajz tárgyából adódóan egyaránt lehet leíró és oknyomozó jellegű. A leíró állatföldrajz részben az egyes földrajzi területek faunáját, azaz az ott élő állatfajokat összegzi (faunisztika), másrészt az állatok elterjedési területét, ún. áreáját vizsgálja (chorológia).
- Területi állatföldrajz: egyes földrajzi területek állatvilágát leíró tudomány.

Az élőlények elterjedésének ok-okozati viszonyait egyaránt kereshetjük a korunkban és a távoli földtörténeti múltban. Az ökológiai állatföldrajz azt vizsgálja, milyen kapcsolatban van a taxonok elterjedésének jelenlegi mintázata a biotikus és abiotikus környezeti tényezőkkel. A történeti állatföldrajz azt vizsgálja, hogyan befolyásolták az állatok elterjedését a nagy földtörténeti folyamatok, mint például a kontinensvándorlás és a jégkorszakok.
- Elterjedéstan (areológia): az adott faj, nem, család elterjedési területét és annak okait vizsgálja.
- Ökológiai állatföldrajz: a fajt vagy a faunát a maga természetes környezetében a jelenkori tényezők között vizsgálja.
- Filogenetikai állatföldrajz: milyen földtörténeti folyamatok, események, mint egymásba kapcsolódó okok és okozatok hozzák létre az elterjedést.

## Állatföldrajzi alapfogalmak

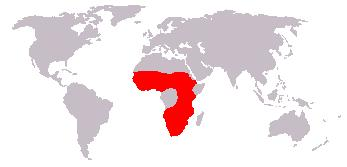
A csövesfogúak közé tartozó földimalac (Orycteropus afer) elterjedése – Afrikában endemikus

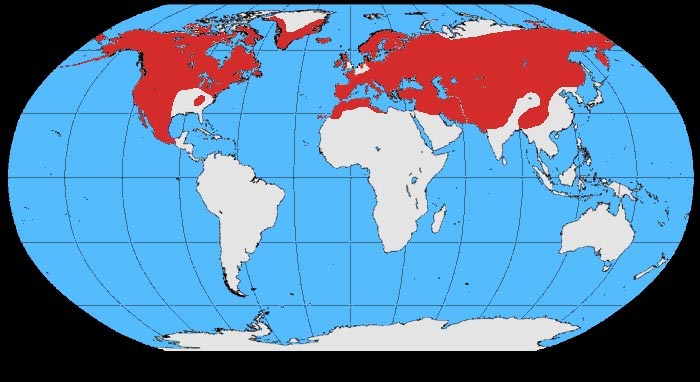
A holló (Corvus corax) az északi félgömbön elterjedt állat.

Az állatok gyűjtésével vagy megfigyelésével megismerjük a fajok elterjedési (disztribúciós) adatait. Ennek feltérképezésével megkapjuk a faj elterjedési területét (area). Az areán belül a fajok ott élnek, ahol a számára legmegfelelőbb életfeltételeket megtalálja, ez a faj stációja.
Minden faj a Földnek csak egy pontján alakult ki, ez a faj keletkezési góca, ezen a területen a fajt őshonos (autochton) fajnak nevezzük. Amennyiben a faj később más földrajzi területeken is elterjedt, ott bevándorló fajnak hívjuk. Ha egy faj areája egy adott, konkrét területre összpontosul, akkor az ott bennszülött (endemikus) faj. Egy faj lehet egyszerre autochton és endemikus is, ilyen pl. a Kaszpi-fóka [Phoca caspica] a Kaszpi-tengerben. Más esetben egy faj egy területen endemikus, de nem autochton, így pl. a csövesfogúak [Tubulidentata] őshazája Dél-Európa, de ma már csak Afrika bizonyos tájain élnek.
A faj areájának nagyságát több tényező befolyásolja:
- az ökológiai életrevalóság (valentia);
- a fajnak az elterjedési akadályokat (hegységek, tengerszorosok, vizek, más állatok okozta akadályok) legyőző képessége;
- a faj geológiai kora.

Vannak fajok, melyek az egész Földön elterjedtek: ezek a kozmopolita fajok. Tág tűrésű fajok, melyek képesek legyőzni az elterjedésüket akadályozó tényezőket, és jól helyt állnak a fajok közti a vetélkedésben. Megkülönböztetünk tág és szűk stációjú fajokat. A farkas (Canis lupus), a róka (Canis vulpes) és a holló (Corvus corax) tág stációjú (és areájú) fajok: erdőben, sztyeppeken, sivatagokban, tundrán egyaránt élnek, areájuk szinte az egész északi félgömb. A vidra (Lutra lutra) hasonlóan elterjedt Eurázsiában és Észak-Afrikában, de szűk stációjú: csak a vizek mentén él.
Az ősibb fajok egyfelől jobban kiterjeszthették elterjedésű területüket, másfelől azonban a alkalmazkodóképesebb fiatalabb fajok ki is szoríthatták őket. Ennek következtében létrejöhet paleoendemizmus és neoendemizmus. Az előbbi esetében a faj kis areája a beszűkülés miatt jön létre, míg az utóbbiban a faj geológiai fiatalsága miatt szűk az elterjedési területe.
Az állatföldrajzi vikarizmus az a jelenség, hogy egy fajt egy másik kontinensen egy rokon faj helyettesít. Európában az európai bölény (Bison bonasus), Észak-Amerikában az amerikai bölény (Bison bison) él. Lehetséges az is, hogy rendszertanilag távol álló fajok, nemek, családok a Föld különböző részein azonos körülmények között élnek: ekkor környezettani vikariálásról beszélünk. Erre példa a túzok (Otis tarda), amely nálunk hasonló körülmények között él, mint a távoli nandu [Rhea americana]).

## A fauna
A fajok csak adott földrajzi területeken élnek, a kozmopolita és nagy elterjedésű fajok pedig földrajzi területek szerint alfajokra oszlanak. Ha egy adott terület fajait felsoroljuk – rendszertani rendben lelőhellyel együtt –, megkapjuk az adott terület faunáját. A fauna tehát valamely földrajzi területen élő állatfajok összessége. A faunák között nincs általában nincs éles határ, így azok keveredhetnek, új faunákat hozhatnak létre, azonban az egyik fauna ki is szoríthatja a másik faunát egy adott területről. Ha egy kiszorított faunából néhány faj megmarad az új faunában reliktumfajokról beszélünk.
Ha azt vizsgáljuk, hogy az egyes faunákat milyen elemek, vagyis milyen állatfajok alkotnak, akkor bizonyos biológiai alaptételeket kell figyelembe vennünk, melyek a következők:
- a szervezet és a környezet közötti kölcsönhatás lényeges szerepet játszik az elterjedésben;
- az elterjedés mind a jelenkori, mind a történelmi tényezők hatására alakul ki;
- a Lyell-féle (1797–1878) uniformizmus (érvényességtan, aktualizmus elve) szerint a Föld felszíne még ma is alakul és vele változnak a fajok környezeti igényei is, így a környezet megváltozása anyagcsere-változásokat von maga után; ez azonban nem szükségszerű, mert az állat el is vándorolhat az adott területről;
- a biológiai aktualizmus szerint a kihalt, régen élt állatok szervezete és környezeti igénye nagyjából olyan volt, mint a ma élő rokonaiké, és fordítva: a ma élő fajok környezeti igénye olyan volt, mint régi geológiai időkben élt rokonaiké;
- az ember megváltoztatja a környezetet, és hatással van a faunára a működése során;
- az állati szervezet bizonyos határok között plasztikus, képes elviselni a környezeti tényezők megváltozását, vagyis alkalmazkodik (adaptáció); ha erre képtelen, elpusztul vagy elvándorol;
- a fejlődés (evolúció) és leszármazás (deszkendencia) gondolata nélkül nem lehet a faunák elterjedését, szerkezetét megmagyarázni.

## A Föld területi állatföldrajzi beosztása
A Föld területének állatföldrajzi beosztása nem egyértelmű; az egyes területek határait a különböző szerzők némileg eltérően vonják meg és az egyes területeket a hierarchia más-más szintjeire helyezik.
A különböző szempontrendszerű beosztások között markáns különbségek is előfordultak. Így például Ludwig Karl Schmarda (1853) 21 régiót különített el, míg Philip Sclater (1858) és Alfred Russel Wallace (1876) 6, közel azonos régiót. máig a legelterjedtebbek és elfogadottabbak a Sclater-Wallace-féle beosztás különféle módosított formái. Ez nagyrészt a gerincesek, főleg az emlősök elterjedésén alapul, de a faunabirodalmak kijelölésekor figyelembe veszi a földtörténeti események hatásait is. Így érvényre jut benne a déli őskontinens korai feldarabolódása: ennek részeit külön faunabirodalmaknak tekinti, míg az egész északi féltekét egyetlen birodalomba (Arktogea) vonja össze.
Az alábbiakban egy, a 2000-es évek elején többséginek tűnő felosztást mutatunk be. Ezek a beosztások idővel valószínűleg elavulnak, mert a tudományban erősödni látszik az a tendencia, hogy a szárazföldi területek külön állat- és külön növényföldrajzi besorolása helyett azokat egységesen élőhelyek, ún. biomok szerint kell tagolni.

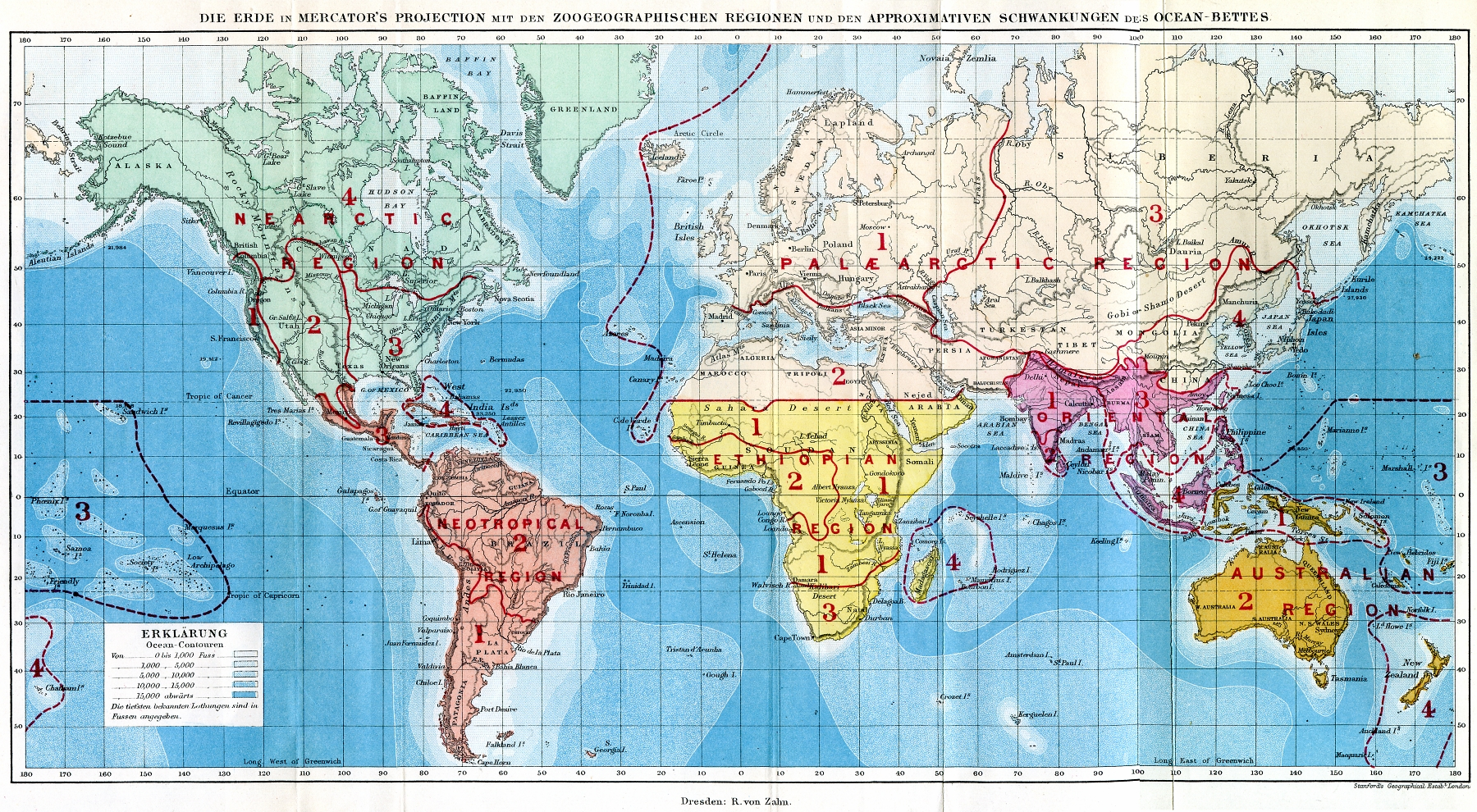
A Föld geozoológiai beosztása

Az állatföldrajzi egységek hierarchikus rendje a következő:
- Faunabirodalom (gaea)
  - faunaterület (regio)
    - faunatartomány (subregio)
      - faunavidék (provincia)
        - faunakerület (subprovincia)
          - faunakörzet (districtus)

A bioszféra állatföldrajzi beosztása a következő:

### óvilági faunabirodalom(Arctogea)
- afrotropikus faunaterület,
  - nyugat-afrikai faunatartomány,
  - kelet-afrikai faunatartomány,
  - dél-afrikai faunatartomány,
- madagaszkári faunaterület,
- orientális faunaterület (indo-maláj faunaterület),
  - elő-indiai faunatartomány,
  - ceyloni faunatartomány,
  - hátsó-indiai faunatartomány,
  - szunda-szigeti faunatartomány,
  - celebeszi faunatartomány,
  - fülöp-szigeti faunatartomány,
- holarktikus faunaterület,
  - nearktikus faunatartomány,
    - kanadai faunavidék,
    - átmeneti faunavidék,
    - sonorai faunavidék,

  - palearktikus faunatartomány,
    - euro-turáni faunavidék,
    - mediterrán faunavidék,
    - szibériai faunavidék,
    - belső-ázsiai faunavidék,
    - tibeti faunavidék,
    - kelet-ázsiai faunavidék,

  - arktikus faunatartomány,

### újvilági faunabirodalom(Neotroposz, Neotropikus faunabirodalom, Neogea)
- brazíliai faunaterület,
- chilei faunaterület,
- nyugat-indiai faunaterület,
- közép-amerikai faunaterület,
- galapagosi faunaterület;

### ausztráliai faunabirodalom(Notogea)
- ausztráliai faunaterület,
- ausztromaláj faunaterület,
- új-zélandi faunaterület,
- polinéziai faunaterület,
- hawaii faunaterület,

### Antarktiszi faunabirodalom(Antarctogea)
Az antarktikus faunabirodalom (Antarctogea, illetve Archinotis) a déli pólus környékének fölöttébb fajszegény élőhelyeit öleli fel.

## Lásd még
- Állattársulástan
- Növényföldrajz
- Biom

## További információ
- Állatok globális megfigyelései az iNaturaliston